# Leptosomella phaustra
Leptosomella phaustra är en rundmaskart som beskrevs av John Inglis 1971. Leptosomella phaustra ingår i släktet Leptosomella och familjen Leptosomatidae. Inga underarter finns listade i Catalogue of Life.